# Robert Dennis Chantrell

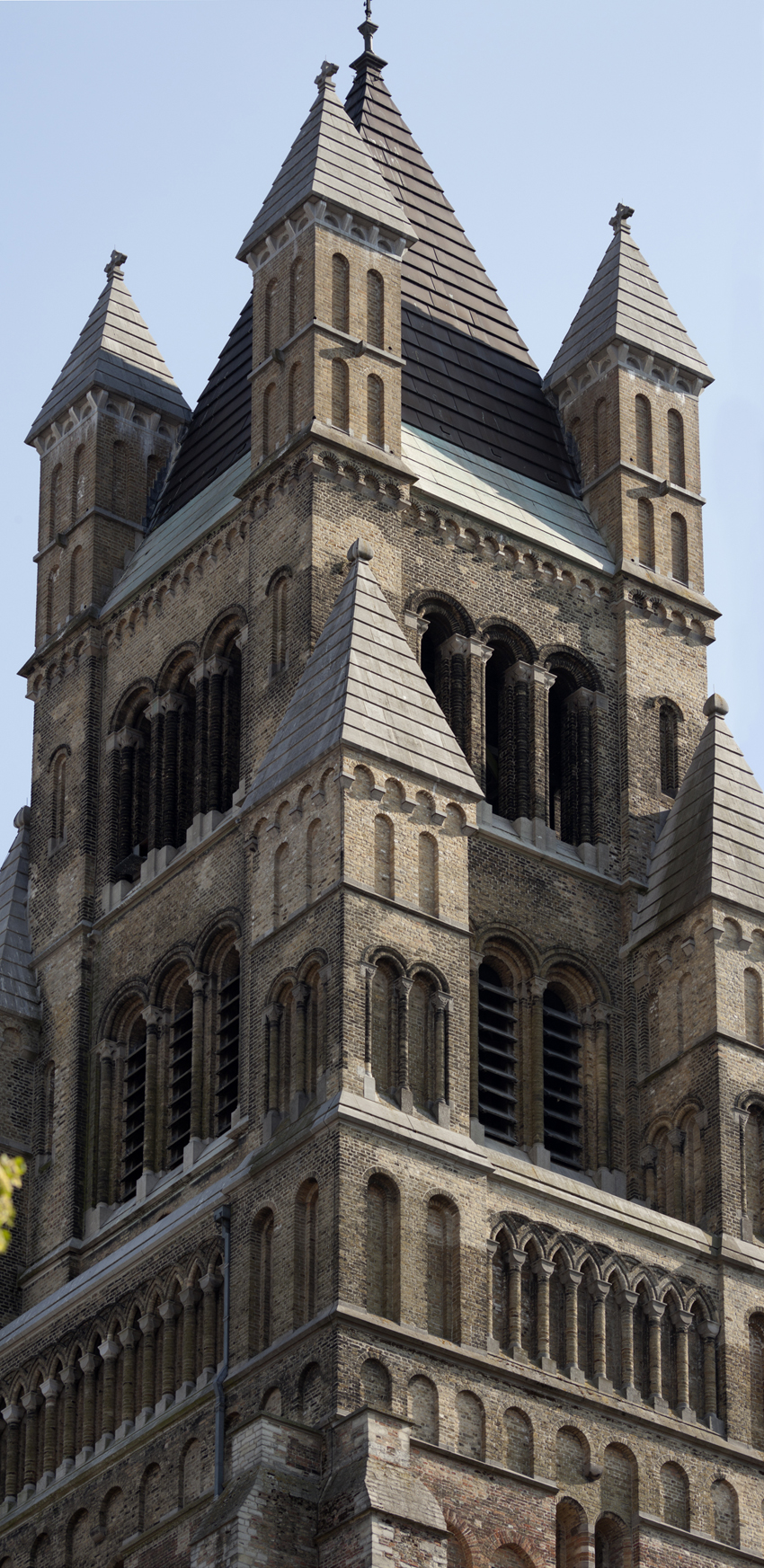
Toren van de Sint-Salvatorskathedraal in Brugge

Robert Dennis Chantrell (Newington, Londen, 14 januari 1793 – Norwood, 4 januari 1872) was een Brits architect, gespecialiseerd in kerkenbouw. Hij is vooral bekend vanwege zijn ontwerp van de Leeds Parish Church in de Engelse stad Leeds. In Brugge is hij bekend van de torenspits van de Sint-Salvatorskathedraal.

## Jeugdjaren
Robert Dennis Chantrell was de oudste zoon van Robert Chantrell (1765-1840) en Mary Ann Dennis (1766-1829). Vele leden van de familie Chantrell kwamen in Brugge wonen en sterven. Het is waarschijnlijk dat Robert, net als zijn zes broers en zusters het nogal nomadische leven van hun ouders volgde (Londen, Oostende, opnieuw Londen, Ritzbüttel, Cuxhaven, opnieuw Oostende en uiteindelijk Brugge).
Vanaf zijn 14e tot zijn 21e jaar (1807-1814) was Chantrell leerling van Sir John Soane (1753-1837), de architect van de 'Bank of England'.
In 1814 trouwde Chantrell met Elisabeth Boham (1793-1863); ze kregen acht kinderen.

## Loopbaan
In 1818 leidde Chantrell de herstelling van de St-John's Church in Halifax. In 1819 richtte hij zijn eigen ontwerpbureau op in Leeds. Zijn eerste opdrachten waren er de uitbreidingswerken van de 'Leeds Philosophical Hall' en de oprichting van het gebouw voor de 'Public Baths (1819-20) en de 'South Market' (1823-24). De burgerlijke gebouwen door Chantrell waren meestal in een hoofdzakelijk classicistische, neo-griekse stijl.
Het was echter vooral als bouwer van kerken, meestal in neogotische stijl, dat Chantrell reputatie verwierf. Tussen 1818 en 1847 was hij betrokken bij de verbouwing of de nieuwbouw van een veertigtal kerken, bijna uitsluitend in Yorkshire. Zijn voornaamste realisatie was de vijfbeukige St. Peter's Church in Leeds. Het was een belangrijk man van de 'High Church', deken W.F. Hook die hem de opdracht gaf.
Hij werd tevens een theoreticus van de gotische bouwkunst en publiceerde zijn bevindingen in vaktijdschriften.
In 1847 liet hij zijn bureau in Leeds over aan zijn zoon John Boham Chantrell en ging in Londen wonen. Vanaf 1849 werd hij een van de inspecteurs van de 'Incorporated Church Building Society', een taak die hij gedurende vijftien jaar volbracht.
In 1863 overleed zijn vrouw, nam hij ontslag en ging in Eastbourne wonen. Daar trouwde hij opnieuw in 1867 met de veertig jaar jongere kunstschilder Mary Elisabeth Dear (°1832). Hij overleed in Norwood op 4 januari 1872.

## Sint-Salvatorkathedraal, Brugge
Op 19 juli 1839 woedde in de Brugse kathedraal een felle brand. Het dak en het bovenste gedeelte van de toren gingen in de vlammen op. 
William Dowsing Chantrell (1801-1857), die in Brugge woonde en er heel wat activiteiten ontplooide, werd als aannemer aangesteld om de herstellingen uit te voeren. Op minder dan een jaar kwam men klaar met de herstelling. Robert Chantrell kwam de werken begeleiden.
Bij die gelegenheid maakte hij een ontwerptekening van hoe hij de toren zou herstellen en hoger bouwen. Zijn tekening viel in de smaak en kreeg de goedkeuring van de bouwheer, de provincie West-Vlaanderen. Zijn schoonbroer, de provinciale griffier Charles Devaux had een doorslaggevende invloed bij de toewijzing. De werken duurden van 1843 tot 1846.

## Lijst van kerken en andere gebouwen ontworpen door Chantrell
Enkele van de nog bestaande gebouwen, door Chantrell ontworpen:
- verbouwingen aan Leeds Library, inbegrepen de galerijen (1821-36)
- afwerking van Rudding Park (circa 1824)
- verbouwingen St Mary-the-Virgin, Hunslet (1826)
- St Stephen, Kirkstall (1828-29)
- Emmanuel Church, Lockwood (1828-29)
- All Saints, Netherthong (1828-29)
- St Peter, Morley (1829-30)
- St Matthew, Holbeck (1829-32)
- gedeeltelijke heropbouw van All Saints, Pontefract (1832-33)
- St Peter, Leeds (Leeds Parish Church) (1837-41)
- Christ Church, Skipton (1837-39)
- Christ Church, Lothersdale (1838)
- St Wilfred, Pool-in-Wharfedale (1839)
- de toren van Holy Trinity, Boar Lane, Leeds (1839)
- St John the Baptist, Adel (1839)
- St David, Holmbridge (1839-40)
- St Lucius, Farnley Tyas (1840)
- Holy Trinity, Batley Carr (1841-42)
- St Paul, Shadwell (1841-42)
- St Mary, Honley (1843)
- Holy Trinity, Leven (1843)
- St Paul, Denholme Gate (1843-46, met Thomas Shaw)
- All Saints, Roberttown (1844-46, met Thomas Shaw)
- Holy Trinity, Cowling (1845)
- St Mary, Middleton (1846-52)
- de toren van St Paul, Halifax (1847)
- St Andrew, Keighley (1847-48)
- St Paul, Armitage Bridge (1848)

## Varia
- Chantrell was ook schilder en nam deel aan tentoonstellingen in Leeds en in Londen.
- Hij was lid van de Royal Institute of British Architects, van de Londense 'Society of Antiquarians' en van de 'Leeds Litirary and Philosophical Society'.
- Hij werd in 1837 lid van de loge 'Unanimity' in Wakefield en in 1838 van de loge 'Fidelity' in Leeds.